# Goniothalamus meeboldii
Goniothalamus meeboldii Craib – gatunek rośliny z rodziny flaszowcowatych (Annonaceae Juss.). Występuje naturalnie na indyjskich wyspach Andamanach i Nikobarach. 

## Morfologia
PokrójZimozielony krzew dorastający do 3–5 m wysokości. Młode pędy są owłosione.
LiścieMają kształt od podłużnie lancetowatego do podłużnego. Mierzą 10–22 cm długości oraz 4–6 cm szerokości. Nasada liścia jest klinowa. Blaszka liściowa jest o ostrym wierzchołku. Ogonek liściowy jest nagi i dorasta do 4–5 mm długości.
OwocePojedyncze mają podłużny kształt, zebrane w owoc zbiorowy. Osiągają 20–24 mm długości.